# Uxios
Los uxios (en griego antiguo: Οὔξιοι, romanizado: Oúxioi, latin : en latín: Uxii) fue antiguo pueblo iranio de pastores seminómadas que ocupó los Zagros durante los períodos aqueménida y helenístico (s. III) Poco conocidos en las fuentes antiguas, solo se mencionan en los relatos de los griegos Heródoto y Estrabón y de los romanos Quinto Curcio Rufo y Flavio Arriano.
Arriano divide a los uxios en dos grupos, según vivieran en la llanura o en las montañas. Los que vivían en la llanura estaban sometidos permanentemente a los aqueménidas, a Alejandro Magno y luego a los seléucidas. Los de las montañas recibían tributo del Gran Rey a cambio del derecho de paso por una vía cuyos accesos controlaban. Su resistencia llevó a Alejandro Magno, que entonces dirigía su ejército en un asalto al Imperio aqueménida y Media, a conquistar las montañas que ocupaban y masacrar a algunos de sus habitantes hasta que se sometieron en el 330 a. C.
Durante el período seléucida, los uxios de la llanura permanecieron sometidos al dominio helenístico, mientras que los de las montañas pronto disfrutaron de una independencia de facto. Se desconoce su destino tras el periodo helenístico.

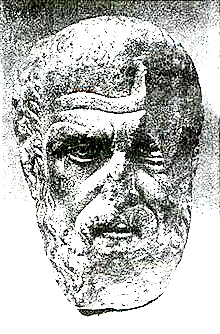
Los textos del historiador romano Arriano son una de las principales fuentes para nuestro conocimiento de los uxios.

La escasez de fuentes confiere a este pueblo una dimensión enigmática. Se les conoce principalmente por los escritos de Heródoto, Estrabón, Arriano, Quint Curcio y Diodoro Sículo. Heródoto menciona la existencia de este pueblo en sus textos; sin embargo, Arriano, en una fecha posterior, describe la vida y la historia de este pueblo de forma más detallada y pormenorizada.
De hecho, fue sobre todo el relato de las campañas de Alejandro Magno contra los uxios en las montañas (proporcionado por Arriano, Quinto Curcio y Diodoro Sículo) lo que dio a estos autores la oportunidad de describir a estos pueblos. Estos montañeses son retratados como guerreros tímidos y rápidos en la retirada, pero también como guerreros impenitentes y celosos de su independencia. También se les consideraba un pueblo bárbaro al que Alejandro y sus seléucidas|sucesores en Irán tenían la misión de civilizar.
Las últimas menciones de este pequeño pueblo de los Zagrosen las fuentes relatan hechos anteriores a los relatados por Polibio, quien ignora su existencia.

## Ubicación

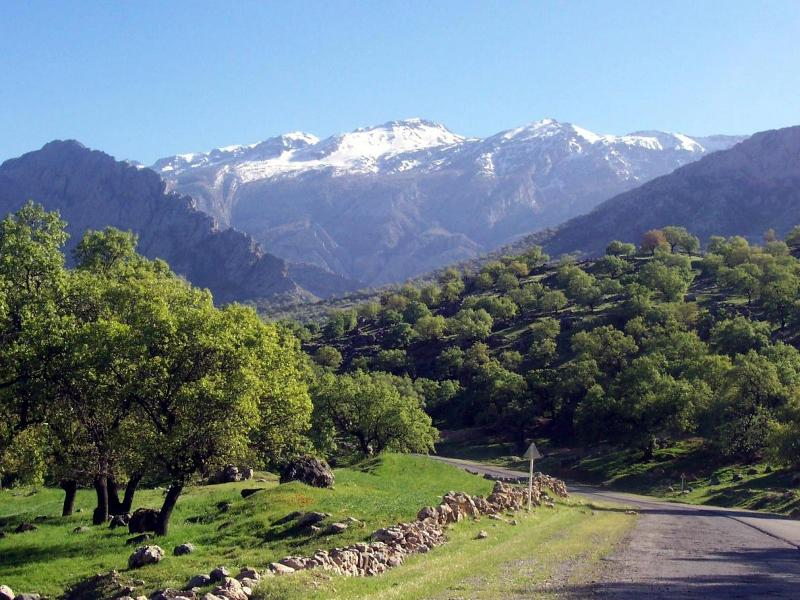
El macizo de los montes Zagros en la región de Shadegan.

Asentados en las montañas de los Zagros, los uxios son imposibles de localizar con precisión. Según Plinio el Joven, vivían en la Uxiana, una pequeña región situada entre Susiana y Persia, y tenían que compartir este territorio con numerosos pueblos. Pierre Briant, apoyándose en Arriano, sitúa la región donde se asentaron los montañeses uxios en los desfiladeros de las Puertas Persas, en el macizo donde nacía el río Karún, mientras que los uxios de la llanura vivían en la cuenca del Fahliyun.
Sometidos a la jurisdicción del sátrapa de Media, los uxios de las montañas practicaban el nomadismo a escala regional o local, en busca de pasto]o lugares de refugio cuando el peligro apremiaba. La región montañosa en la que vivían era rica en terroir agrícola y contaba con numerosos manantiales. Los bosques eran densos e impenetrables, lo que dificultó la conquista macedonia. En explotados por su madera, un bien escaso en Persia.·

## Grupos uxios
La conquista persa creó las condiciones para una división entre las llanuras y las montañas, entre las zonas sometidas y las zonas de disidencia. Las primeras se caracterizaban por la relativa sumisión de sus habitantes a los representantes del poder real, mientras que las segundas se caracterizaban por un creciente número de muestras de rechazo a la autoridad.

### Uxios de la llanura
Su territorio estaba directamente controlado por el poder central aqueménida en la época de la conquista de Alejandro Magno; los uxios de la llanura se sometieron rápidamente al macedonio cuando éste llegó a la región.
Los habitantes de la llanura de Uxia vivían en aldeas: Arriano menciona comunidades, Diodoro Sículo menciona  las ciudades. La llanura de Uxia era una región integrada, pero seguía siendo una periferia dentro del Imperio aqueménida. De hecho, parece que este pueblo permaneció fuera de los principales circuitos comerciales, constituyendo el tributo pagado a los aqueménidas el único medio de obtener metales preciosos, acuñados o no.

### Uxios de la montaña
Todas las pruebas de que disponen los historiadores antiguos y modernos indican que los uxios de montaña eran |nómadas en busca de pastos para sus rebaños durante todo el año. Según los datos recogidos por Jean-Pierre Digard, estos pastos se extendían por los montes Zagros a diferentes altitudes. En realidad, esta población no participaba en los circuitos monetarios y vive de la cría de caballos, ganado vacuno y ovino, además de practicar una agricultura de subsistencia en una región aislada de las regiones vecinas.
Las fuentes griegas, que mencionan la existencia de este pueblo, recuerdan su modo de vida, dedicado al bandolerismo. Las fuentes antiguas mencionan su armamento ligero pero eficaz, consistente en arcos y flechas, y sus tácticas para luchar contra ejércitos organizados. Frente a los ejércitos persas o griegos, los uxios se retiraban a las montañas y defendían sus aldeas de forma independiente, tendiendo emboscadas a lo largo de los caminos de montaña que controlaban. Preferían la emboscada a la batalla campal y no luchaban a caballo.

### Relaciones entre los grupos uxios
La existencia de estos dos espacios creó las condiciones para que se produjera una ruptura entre dos modos de vida complementarios, por lo que Arrian estableció una distinción entre los dos grupos uxios. Existen lagunas en las fuentes en cuanto a la naturaleza de las relaciones entre ambos grupos. El historiador Pierre Briant formula dos hipótesis sobre el origen de estas dos poblaciones: las poblaciones uxias de la llanura estaban formadas por antiguos habitantes de las montañas que habían sido sometidos a lo largo de generaciones, o bien que los montañeses uxios eran antiguos habitantes de la llanura que se habían separado.

## Vasallos autónomos de los monarcas aqueménidas y helenísticos
Eran una población pequeña, escasamente asentada en el territorio que ocupaban, y fueron rápidamente hechos vasallos por los grandes imperios que extendieron sucesivamente su dominio sobre el macizo del Zagros. Sin embargo, estas soberanías sucesivas no fueron tratadas de la misma manera a la hora de describir la relación entre los imperios y esta población montañesa. Estrabón utiliza la descripción de los uxios para contraponer a los aqueménidas y a Alejandro Magno, haciendo hincapié en la política de este de someter a estos rebeldes, que contrapone a la actitud sumisa de los aqueménidas.

### Época aqueménida
La llanura de Uxia fue dotada de medios de defensa y control desde la época de la conquista aqueménida; de hecho, una importante fortaleza fue construida por los aqueménidas, mientras que la región fue puesta bajo la jurisdicción de parientes cercanos del Gran Rey. La llanura era, pues, una zona sometida y permaneció bajo férreo control durante todo el período aqueménida; las montañas de Uxia, en cambio, eran una zona en la que las intervenciones aqueménidas se expresaban en términos de contratos entre sus habitantes y el Gran Rey.
Pariente cercano de Darío III, que dependía directamente de él, el sátrapa Medates fue colocado al frente de la región a finales del período aqueménida. Su principal tarea era garantizar la seguridad de la principal carretera persa que unía Susiana con la región de Persia través de la llanura de Uxia; estaba a cargo de la fortaleza de Klimax, construida en esta carretera, que también estaba salpicada de numerosos puestos de control, todos ellos prueba del control aqueménida sobre la región. Además, durante las guerras entre diadocos, seguía funcionando un servicio de postas, creado por los aqueménidas.
Sin embargo, esta seguridad seguía siendo relativa, ya que las regiones habitadas por los uxios en las montañas seguían siendo independientes del poder de este representante aqueménida; para asegurarse su buena voluntad, los aqueménidas les pagaban un tributo. Según Pierre Briant, este tributo debe considerarse más bien como un regalo y un contra-regalo recíprocos: de hecho, el camino que seguía el Gran Rey para reunirse con los uxios le obligaba a desviarse, cosa que el rey sólo hacía una vez al año, cuando viajaba a Persépolis para celebrar el Año Nuevo.
La contrapartida uxia al tributo pagado por el rey consistía esencialmente en el suministro de soldados, mencionados regularmente en la fuerza de los ejércitos aqueménidas, así como en un aumento de la seguridad, actuando las regiones controladas por los uxios como zonas tampón con las regiones más al norte, no sometidas a los aqueménidas.

### Conquista y sumisión por Alejandro

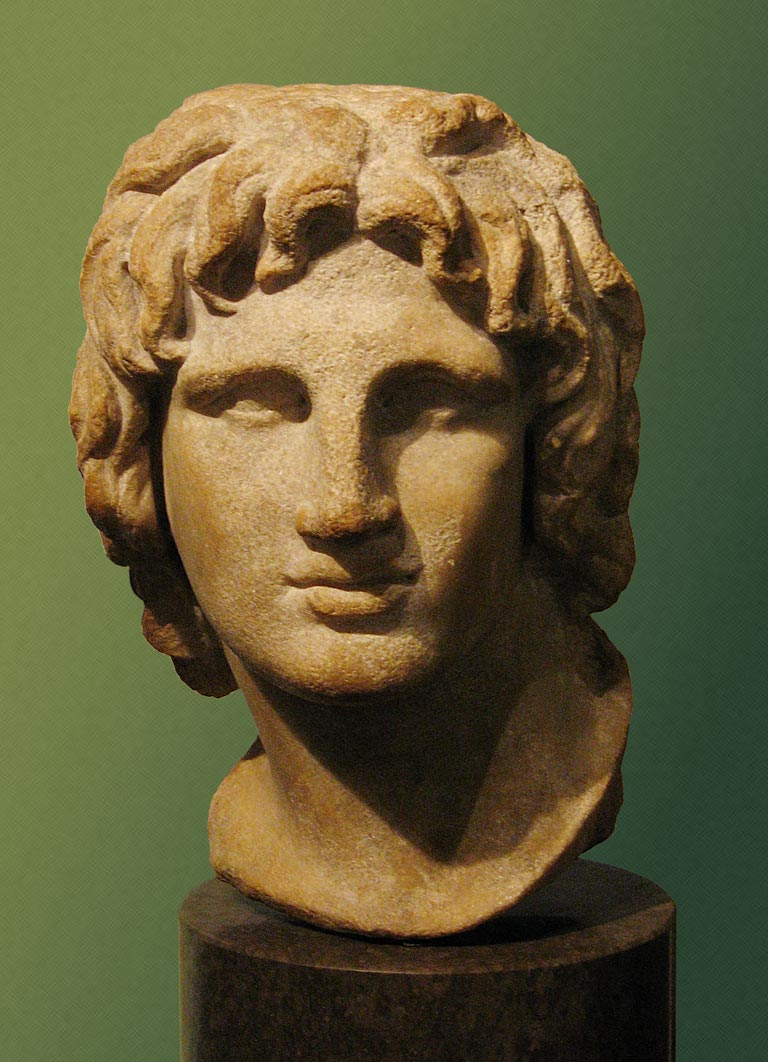
Alejandro Magno conquista a los ouxianos y los incorpora a su imperio.

La llegada de los macedonios alteró la compleja relación entre el Imperio aqueménida, que controlaba un vasto territorio, y los uxios, replegados en la región uxia y poco abiertos al mundo. Los relatos antiguos difieren mucho, lo que permite a Pierre Briant defender la existencia de dos campañas contra los uxios, la primera, relatada por Arriano, destinada a recibir la sumisión de los uxios de la llanura, la segunda, descrita por Diodoro Sículo y Quinto Curcio, destinada a reducir a los uxios de la montaña.
Así, al final de estas dos rápidas campañas militares, los uxios de la montaña marcaron se sometieron a Alejandro Magno mediante el pago de un tributo en especie, recaudado anualmente y compuesto por 100 caballos, 500 animales de carga y 30 000 ovejas, según Arriano. En el 330 a. C., los uxios, al resistirse al ejército macedonio, contribuyeron a dificultar la conquista de las Puertas Persas e hicieron que la marcha macedonia hacia Persépolis fuera más larga de lo previsto: en enero, Alejandro Magno, deseoso de dirigirse a Persia, recibió una delegación de uxios de las montañas que le exigieron el pago del tributo pagado por el Gran Rey.
Entonces, utilizando una estratagema, Alejandro se hizo con el control de los pueblos de las montañas: fingió aceptar las demandas uxias pero, durante una campaña emprendida en pleno invierno, se apoderó de los pueblos de las montañas, privándole así de sus bases de retaguardia. Arriano ofrece un relato similar del sometimiento de los montañeses por parte de Alejandro: guiadas por un susiano, las tropas macedonias llegaron a las aldeas de los uxios en las montañas, a través de senderos escarpados.
A pesar de su conocimiento del terreno y del uso de emboscadas para repeler a los soldados de Alejandro, los uxios de estas aldeas de montaña se vieron desbordados por la falange macedonia, y luego masacrados en gran número. Su resistencia llevó al conquistador a incautarse del territorio de estos montañeses, pero una intervención de la madre de Darío III cambió la decisión de Alejandro: Alejandro modificó sus planes, renunciando a la confiscación de tierras y, como consecuencia, a la deportación del pueblo, que habrían sido sustituidos por colonos griegos
Al término de estas campañas, las condiciones de sometimiento a Alejandro fueron modificadas: los uxios de la llanura, tras haber realizado rápidamente su sumisión al conquistador, fueron eximidos de tributo, pero la autonomía de la que habían gozado en el periodo anterior fue puesta en entredicho: su territorio fue unido a la satrapía de Susiana. Por otro lado, los uxios de montaña debían pagar un tributo anual deducido de su producción agro-pastoral, y establecido en función de la importancia relativa de cada rebaño en su economía pastoril: este tributo en especie incluía la entrega de 100 caballos, 500 animales de tiro. y de 30 000 ovejas.

### Los uxios en el Imperio seléucida

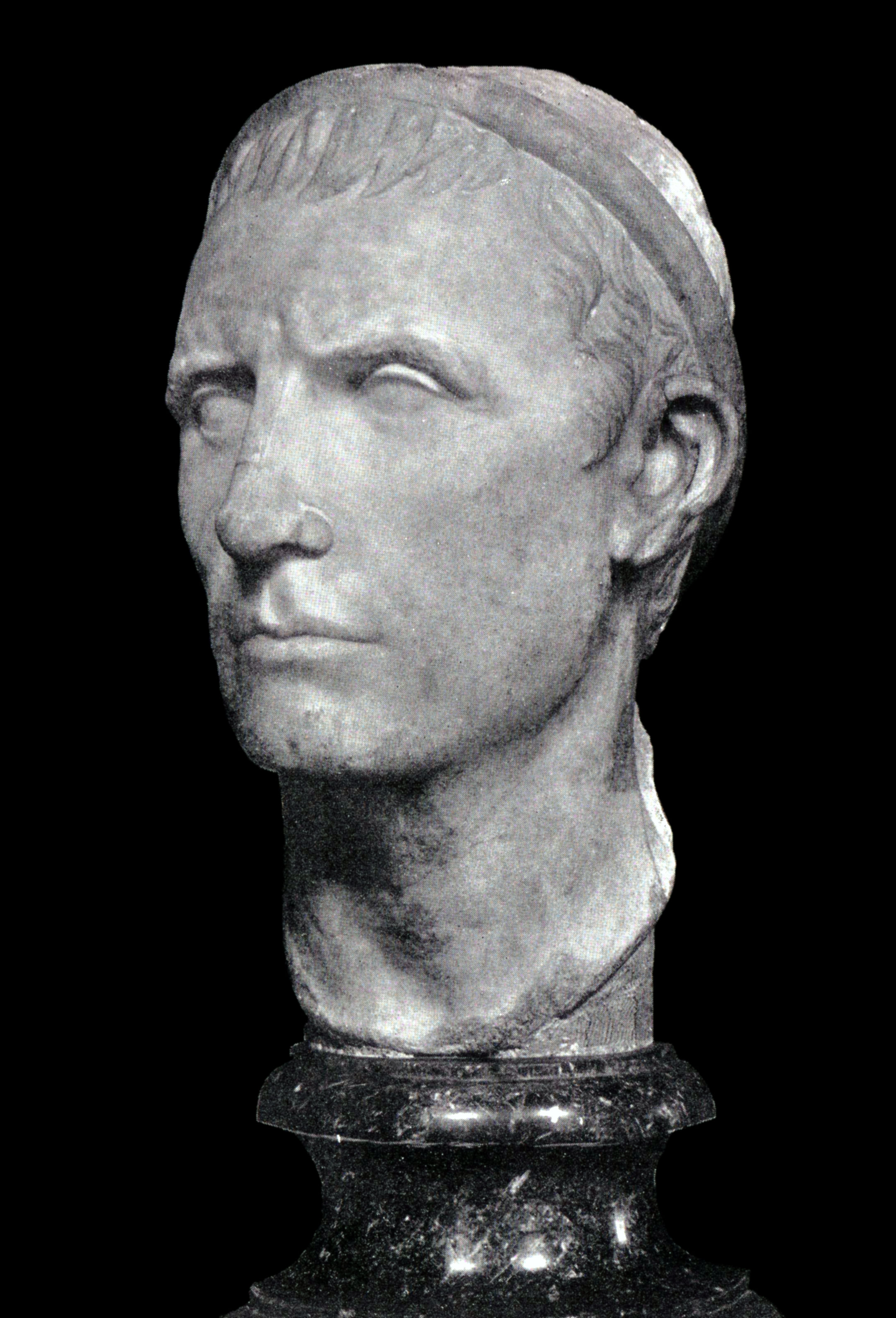
Antíoco III no restableció la autoridad seléucida sobre los uxios de la montaña durante su anábasis.

Tras la partición final del imperio de Alejandro, los uxios volverían a Seleuco, pero pronto los soldados uxios dejaron de mencionarse entre los contingentes del ejército seléucida. Mientras duró el dominio seléucida en Irán, los uxios de las montañas permanecieron independientes del dominio seléucida.
̟Del mismo modo, la situación de los uxios de la llanura dentro del reino seléucida sigue siendo desconocida: los historiadores no saben si los uxios dependían entonces directamente del rey o gozaban de un alto grado de autonomía interna. En el relato que se conserva de la reconquista de Irán por Antíoco III, Polibio no menciona a los uxios, pero sí a los coseos y a los elimos, que fueron ignorados durante la anábasis de Antíoco. Basándose en esta ausencia de mención, el historiador Pierre Briant considera razonable postular que el rey Antíoco III no llevó a cabo ninguna operación destinada a restablecer la antigua soberanía seléucida sobre el territorio controlado por los uxios de las montañas. Del mismo modo, la ausencia de cualquier mención en las fuentes helenísticas del período helenístico tardío permite a Pierre Briant concluir que durante este período los uxios de las montañas disfrutaron de una independencia de facto de un poder seléucida cuyo control sobre Susiana y Media se hizo cada vez más laxo en el transcurso del siglo II a. C.